# Skeleton na Zimních olympijských hrách 2014
Závody na skeletonu na Zimních olympijských hrách 2014 probíhaly od 13. do 15. února 2014 na dráze sáňkářského centra Sanki nedaleko Krasné Poljany. Na programu byly dva finálové závody, a to individuální jízdy mužů a žen.

## Program
Program podle oficiálních stránek.
| Den   | Datum          | Zahájení (UTC+4) | Zahájení (SEČ) | Závod                                |
| ----- | -------------- | ---------------- | -------------- | ------------------------------------ |
| den 7 | 13. února 2014 | 11:30            | 8:30           | individuální závod žen, jízdy 1 a 2  |
| den 8 | 14. února 2014 | 16:30            | 13:30          | individuální závod mužů, jízdy 1 a 2 |
| den 8 | 14. února 2014 | 16:30            | 13:30          | individuální závod žen, jízdy 3 a 4  |
| den 9 | 15. února 2014 | 18:45            | 15:45          | individuální závod mužů, jízdy 3 a 4 |

## Medailové pořadí zemí
| Pořadí | Země                         | Zlato | Stříbro | Bronz | Celkově |
| ------ | ---------------------------- | ----- | ------- | ----- | ------- |
| 1.     | Rusko (RUS)                  | 1     | 0       | 1     | 2       |
| 2.     | Velká Británie (GBR)         | 1     | 0       | 0     | 1       |
| 3.     | Spojené státy americké (USA) | 0     | 1       | 1     | 2       |
| 4.     | Lotyšsko (LAT)               | 0     | 1       | 0     | 1       |
|        | Celkem                       | 2     | 2       | 2     | 6       |

## Medailisté

### Muži
| Disciplína  | Zlato                            | Výkon   | Stříbro                         | Výkon   | Bronz                                          | Výkon   |
| ----------- | -------------------------------- | ------- | ------------------------------- | ------- | ---------------------------------------------- | ------- |
| jednotlivci | Alexandr Treťjakov · Rusko (RUS) | 3:44,29 | Martins Dukurs · Lotyšsko (LAT) | 3:45,10 | Matthew Antoine · Spojené státy americké (USA) | 3:47,26 |

### Ženy
| Disciplína    | Zlato                                   | Výkon   | Stříbro                                                | Výkon   | Bronz                           | Výkon   |
| ------------- | --------------------------------------- | ------- | ------------------------------------------------------ | ------- | ------------------------------- | ------- |
| jednotlivkyně | Lizzy Yarnoldová · Velká Británie (GBR) | 3:52,89 | Noelle Pikusová-Paceová · Spojené státy americké (USA) | 3:53,86 | Jelena Nikitinová · Rusko (RUS) | 3:54,30 |

## Kvalifikace
Na Zimních olympijských hrách 2014 byla stanovena kvóta 50 startujících závodníků, a to nejvýše 30 mužů a 20 žen. Každý národní olympijský výbor mohlo reprezentovat maximálně šest závodníků. Kvóty jednotlivým zemím byly přidělovány podle umístění ve světovém žebříčku v období od 1. října 2013 do 19. ledna 2014.